# Слапови Мируше
Слапови Мируше су серија водопада на реци Мируши, левој притоци Белог Дрима, на Косову и Метохији.
Слапови су креирали низ кањона и пећина, који су познати широм Косова.
Река је урезала 10 километара дугачак кањон, са 13 језера и са слаповима између њих, чиме је заслужила име Плитвице Метохије.
Зидови око слапова су беле боје, а вода из реке Мируше је браон боје.
Највиши водопад, између шестог и седмог језера је висок 22 метара.